# 撈金魚

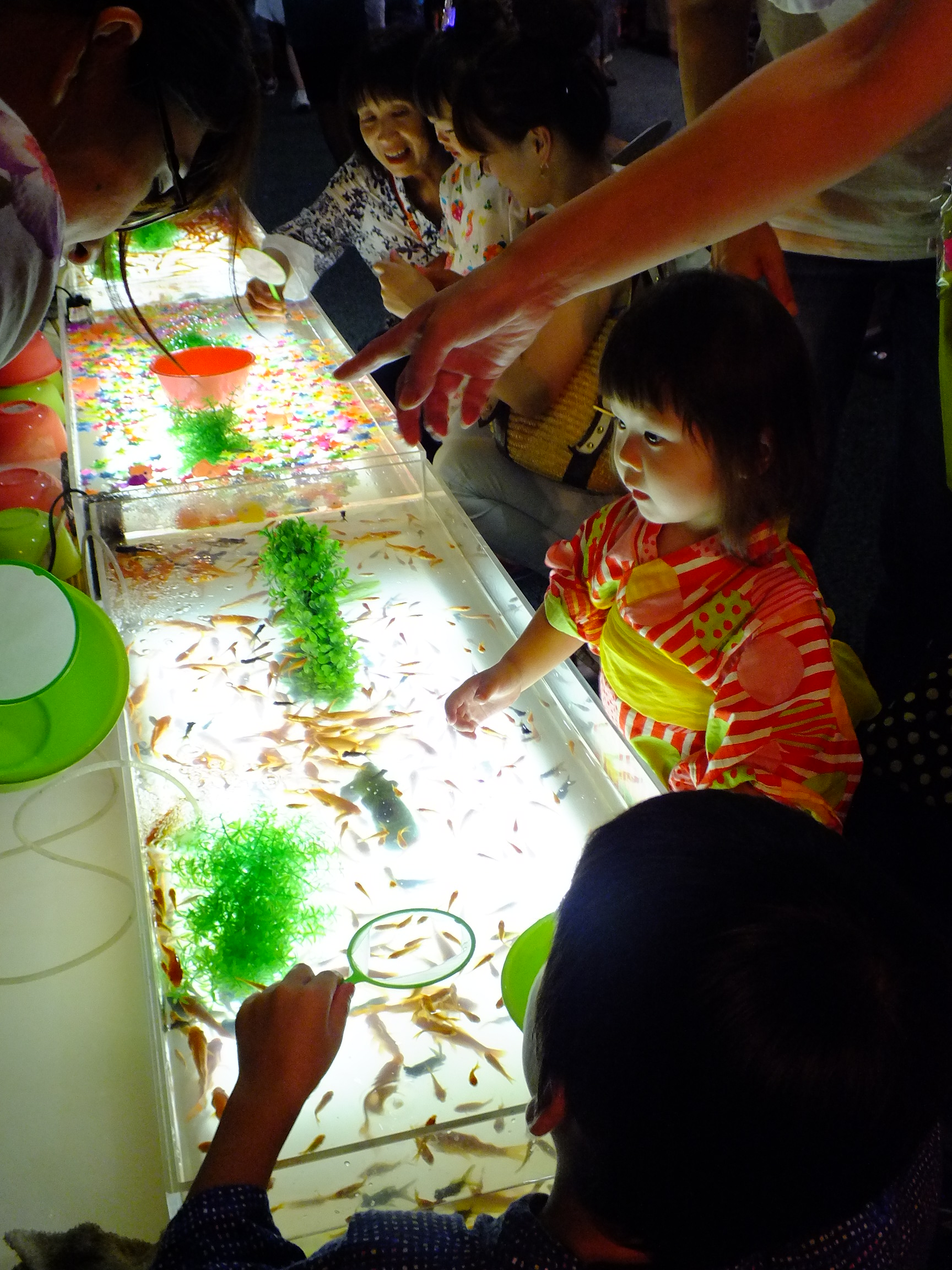
兵庫県丹波市市島町

 撈金魚（金魚すくい）為起源於日本的遊戲，本是當地神誕廟會的攤位遊戲。隨著日本文化的傳播，撈金魚在日治時期傳入台灣，在1990年代初傳播至香港和中國大陸，在两岸三地的夜市經常看到。

## 歷史
起源於江戶時代後期，當時所用的是普通的魚網，至大正時代才改用紙網。
金魚養殖業發達的奈良縣大和郡山市為發展觀光事業，自1995年起每年8月舉辦全國撈金魚選手權大會，

## 玩法
在一般情況下，顧客需要支付約100日元以租用碗及紙網，隨后以紙網在池中撈取金魚，并且放進碗中，撈得愈多成績愈高。紙網極容易因為魚的重量而爛掉，此正是撈金魚的挑戰所在。

## 爭議
由於參與撈金魚的玩家通常在參與前均無考慮過如何處置金魚，所以很多金魚因此被玩弄致死。此遊戲亦因此廣備愛護動物團體所批評。

## 外部連結
- 日本全国撈金魚選手権大会 （页面存档备份，存于）